# Epos celtycki
Epos celtycki – utwór pochodzenia staroirlandzkiego, charakteryzujący się tym, że proza (zwykła i rytmiczna) splatała się w nim z wierszem, w którego rygory były ujmowane patetyczne dialogi bohaterów. Była to opowieść prozaiczna z wierszowanymi dialogami.

## Historia rozwoju gatunku
W ciągu pierwszego tysiąclecia p.n.e. Celtowie, rozchodząc się ze swoich siedzib w dorzeczu górnego Renu i Dunaju, opanowali ogromne obszary, głównie środkowej i zachodniej Europy, a w IV w. p.n.e. zawędrowali nawet do Azji Mniejszej, gdzie założyli państwo Galatów. W pierwszym stuleciu p.n.e. Rzymianie podbili i zromanizowali większość celtyckich plemion, a w wiekach późniejszych zniszczenie kontynuowali germańscy najeźdźcy. Celtycka kultura zachowała się jednak w Irlandii, Szkocji, Walii, Kornwalii i Bretanii. Nawet chrystianizacja Irlandii nie doprowadziła do zapomnienia dawnych tradycji, a dość wiernie dokumentują ją różnorodne eposy z tego okresu.
Pogańscy Celtowie darzyli wielkim szacunkiem druidów – kapłanów zajmujących się składaniem bogom ofiar, leczeniem, a także nauczaniem. Nie stronili oni od twórczości literackiej, jednakże pod tym względem prym wiedli filidowie (irl. fili – wieszcz), łączący dar natchnienia z gruntownym wykształceniem. To dzięki nim staroirlandzka epika zawdzięcza swoją postać.
W staroirlandzkich eposach proza splata się z wierszem, w którym są ujmowane głównie patetyczne dialogi bohaterów. Według niektórych badaczy taka forma świadczy o archaiczności kultury celtyckiej i o jej związkach z indoeuropejskim dziedzictwem, w której najdawniejszą formą narracyjną była opowieść prozaiczna z wierszowanymi dialogami.

## Cechy gatunkowe
Do cech gatunkowych zaliczamy:
- heroiczną przeszłość
- patetyczne i wierszowane dialogi bohaterów
- epos ukazuje dzieje życia legendarnych herosów
- zazwyczaj występuje motyw walki ojca z synem lub innych zmagań herosa

Do eposów celtyckich zaliczamy:
- cykl ulsterski
- cykl feniański (Finna)

## Przykłady
- Beowulf, VIII wiek
- Słowo o wyprawie Igora, XII wiek
- Pieśń o Rolandzie, XI wiek
- Pieśń o Nibelungach, XIII wiek